# Nossa Senhora de Fátima (Macau)

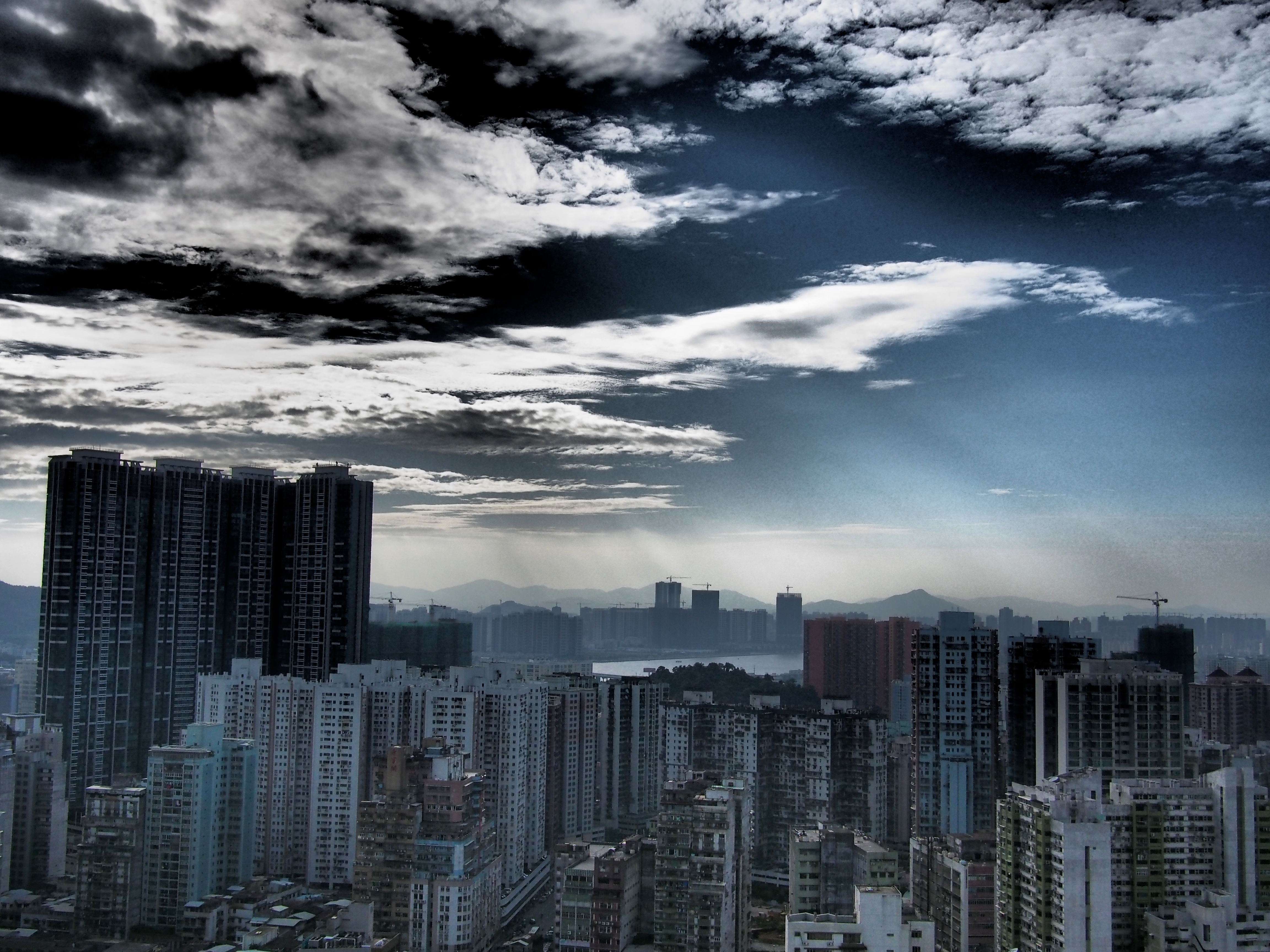
Plattenbauten im Stadtteil

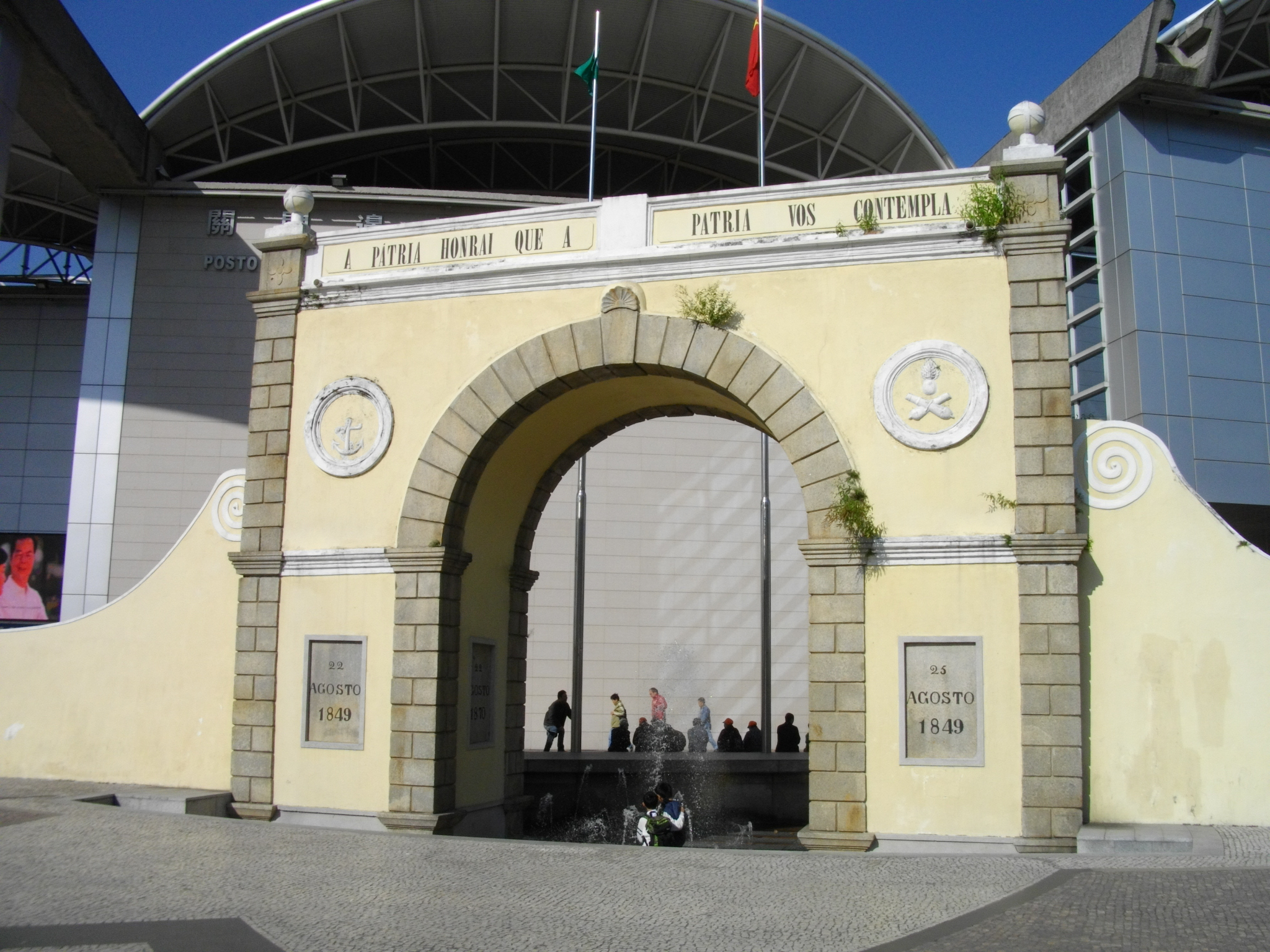
Stadttor Portas do Cerco am heutigen Grenzübergang nach Festlandchina

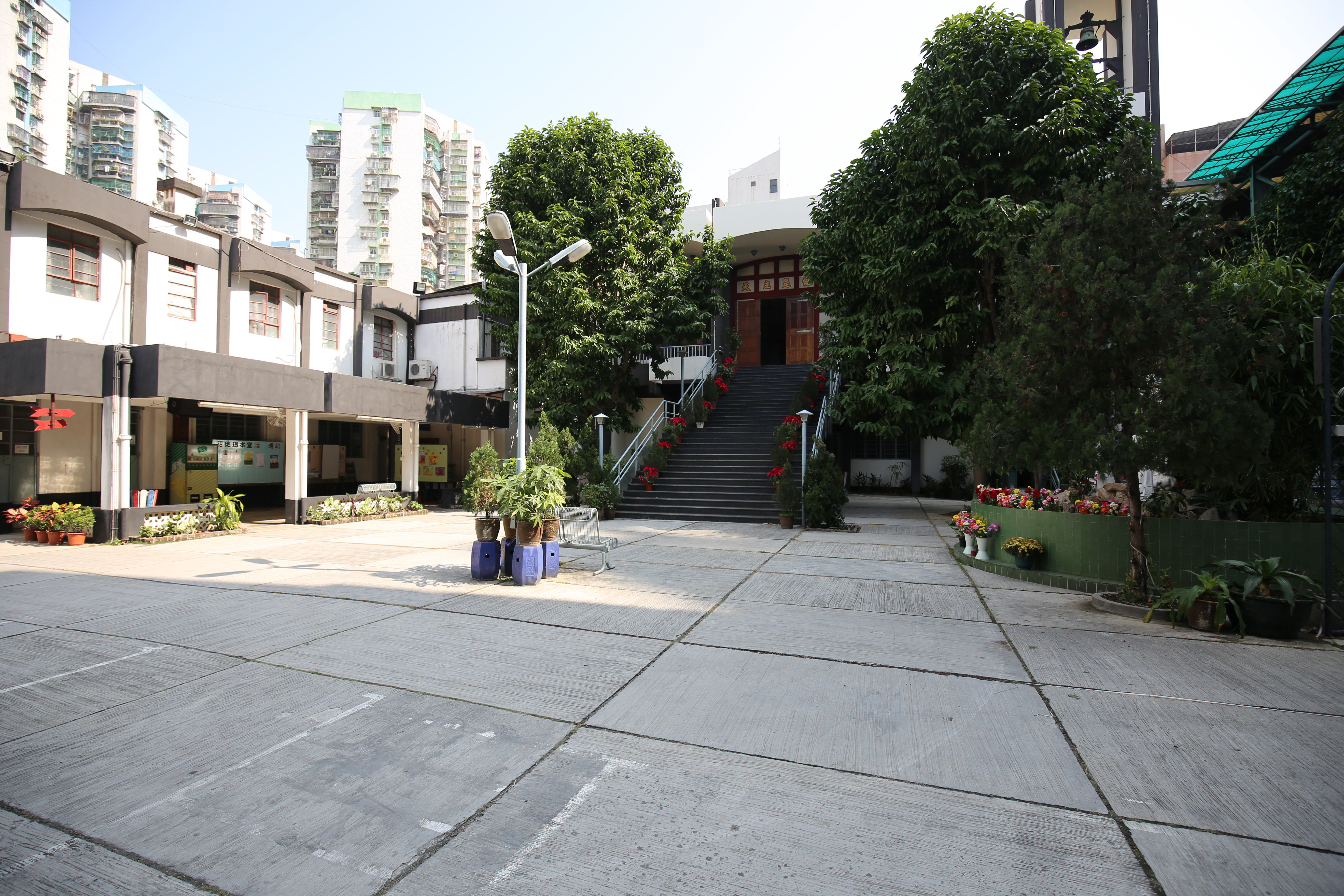
Eingang zur katholischen Igreja de Nossa Senhora de Fátima

Die Freguesia de Nossa Senhora de Fátima (chinesisch 花地瑪堂區) ist ein Stadtteil beziehungsweise nach portugiesischem Vorbild eine Freguesia in der chinesischen Sonderverwaltungszone Macau. Innerhalb der Stadt Macau gehört die Freguesia de Nossa Senhora de Fátima zur Halbinsel Macau, die deckungsgleich mit der ehemaligen Gemeinde Concelho de Macau ist.

## Geografie
Die Freguesia de Nossa Senhora de Fátima ist die nördlichste Freguesia Macaus und grenzt als einzige direkt an Festlandchina. Die Grenzübergangsstelle Portas do Cerco im äußersten Norden Macaus ist die aktuell wichtigste Verbindung zur chinesischen Stadt Zhuhai, welche Macau umgrenzt. Am Ende des Innenhafens Macau befindet sich im westlichen Teil des Stadtteils die Ilha Verde, die „grüne Insel“, welche eigentlich eine Halbinsel ist. Im südöstlichen Teil reicht der Stadtteil knapp bis zum Außenhafen Macau. Im Südwesten grenzt die Freguesia an die Freguesia de Santo António, im Südosten an die Freguesia de São Lázaro sowie im äußersten Südwesten am Außenhafen Macau auch an die Freguesia de Sé.
Der Park Parque Municipal Mong-Ha (chinesisch 望廈山 市政公園) sowie der Garten Jardim da Montanha Russa (chinesisch 螺絲山公園) stellen zusammen mit dem Zentrum der Ilha Verde jeweils eine Erhöhung dar. Die drei Gebiete sind allesamt mit Bäumen bepflanzt und dienen der Erholung.
Mit einer Fläche von 3,2 km² ist der Stadtteil knapp hinter der Freguesia de Sé die zweitgrößte Freguesia der Halbinsel Macau und kommt durch seine hohe Einwohnerzahl von 246.600 Einwohnern im Jahr 2017 auf eine Bevölkerungsdichte von 77.063 Einwohnern/km², was eine der höchsten Bevölkerungsdichten für Stadtteile weltweit ist, jedoch von der der angrenzenden Freguesia de Santo António noch übertroffen wird.

## Geschichte
Der Name des Stadtteils, welcher einem Pfarrbezirk gleichzusetzen ist, leitet sich, wie bei allen Stadtteilen Macaus, von der Pfarrkirche des Stadtteils ab. In der Freguesia de Nossa Senhora de Fátima ist die namensgebende katholische Kirche die 1929 errichtete Igreja de Nossa Senhora de Fátima.
Ein Großteil der Landfläche des Stadtteils stammt aus Landgewinnung, welche 1919 mit einer schmalen Straßenverbindung zur Ilha Verde im Nordwesten begann. Der Entwicklungsprozess dauerte mehrere Jahrzehnte an und erhielt ab den 1960er- und 1970er-Jahren einen stärkeren Aufschwung, als sich das landwirtschaftlich geprägte Land mit Vorortscharakter langsam zu einem industriell geprägten Gebiet zu entwickeln begann. Zu Beginn der 1990er-Jahre war mit der Areia Preta die bislang letzte Landgewinnung abgeschlossen. Heute ist das gesamte Gebiet dicht besiedelt und neben Industriekomplexen vor allem auch durch günstige Wohnanlagen geprägt.

## Einrichtungen

### Bildung
Auf dem Gebiet der Freguesia de Nossa Senhora de Fátima befindet sich eine Vielzahl an Schulen der Primarstufe und Sekundarstufe. Dies umfasst sowohl öffentliche als auch private Schulen, die teilweise kostenpflichtig sind. Zu den öffentlichen Schulen gehören die Schulen der Primar- und Sekundarstufe Escola Oficial Zheng Guanying (chinesisch 鄭觀應公立學校) sowie die Escola Luso-Chinesa Técnico-Profissional (chinesisch 中葡職業技術學校) und die Escola Primária Luso-Chinesa do Bairro Norte (chinesisch 北區中葡小學) der Primarstufe. Auch der Kindergarten Jardim de Infância Luso-Chinês Girassol (chinesisch 樂富中葡幼稚園) gehört zum öffentlichen Bildungssystem.
In direkter Nachbarschaft zur Igreja de Nossa Senhora de Fátima befinden sich vier private Schulen. Die Mädchenschule Escola de Nossa Senhora de Fátima (chinesisch 化地瑪聖母女子學校) und das kostenpflichtige Colégio Diocesano de São José 5 (chinesisch 聖若瑟教區中學第五校) sind dabei katholische Schulen mit Primar- und Sekundarstufe. Die anderen beiden sind die Escola Técnica da Federação das Associações dos Operários de Macau (chinesisch 澳門工聯職業技術中學) des Gewerkschaftsbundes von Macau mit Sekundarstufe I und II sowie die Escola Fukien (chinesisch 福建學校) als Primarschule für Zuwanderer aus Fujian.
Mit dem Hauptcampus der katholischen Sankt-Josephs-Universität (Universidade de São José) hat auch eine Universität ihren Sitz in der Freguesia de Nossa Senhora de Fátima.

### Gesundheitsversorgung
Mit dem Centro de Saúde da Areia Preta (chinesisch 黑沙環衛生中心) verfügt die Freguesia de Nossa Senhora de Fátima über ein Ärztehaus im Nordosten des Stadtteils.

## Sehenswürdigkeiten
- Igreja de Nossa Senhora de Fátima (katholische Stadtteilkirche)
- Museu das Comunicações (Museum für Kommunikation)
- Fortaleza de Mong-Há (historische Festungsanlage)
- Portas do Cerco (historisches Stadttor am heutigen Grenzübergang)
- Moschee und Friedhof Macau (muslimisches Glaubenszentrum in Macau)
- Kun-Iam-Tempel (buddhistischer Tempel)
- Jardim da Montanha Russa (gepflegter öffentlicher Garten mit Rundweg)
- Museu Lin Zexu de Macau (Museum über die Ankunft von Lin Zexu in Macau 1839)